# KF Laçi
Klubi i Futbollit Laçi je albánský fotbalový klub se sídlem v městě Laç. Klub soutěží v Kategoria Superiore, 1. albánské lize. Jejich domácím hřištěm je Laçi Stadium, který má kapacitu 2 271 míst.
Klub dvakrát vyhrál Albánský fotbalový pohár, v sezóně 2012/13 a sezóně 2014/15. Sedmkrát se kvalifikoval do Evropské ligy a dvakrát do Evropské konferenční ligy, kde se v sezóně 2021/22 kvalifikoval do 3. předkola.

## Úspěchy
- Albánský fotbalový pohár
  -  (2krát): 2012/13, 2014/15
  -  (3krát): 2015/16, 2017/18 , 2021/22
- Albánský fotbalový superpohár
  -  (1krát): 2015
  -  (1krát): 2013
- Kategoria Superiore
  -  (1krát): 2021/22
- Kategoria e Parë
  -  (2krát): 2003/04, 2008/09
- Kategoria e Dytë
  -  (1krát): 1974/75